# أبو غزلان (مينوبار)
أبو غزلان (بالفارسية: ابوغزلان) هي منطقة سكنية تقع في إيران في قسم مينوبار الريفي. يقدر عدد سكانها بـ 745 نسمة بحسب إحصاء 2016.